# Rieben (Beelitz)
Rieben ist ein Ortsteil der Stadt Beelitz im Landkreis Potsdam-Mittelmark in Brandenburg.

## Geografische Lage

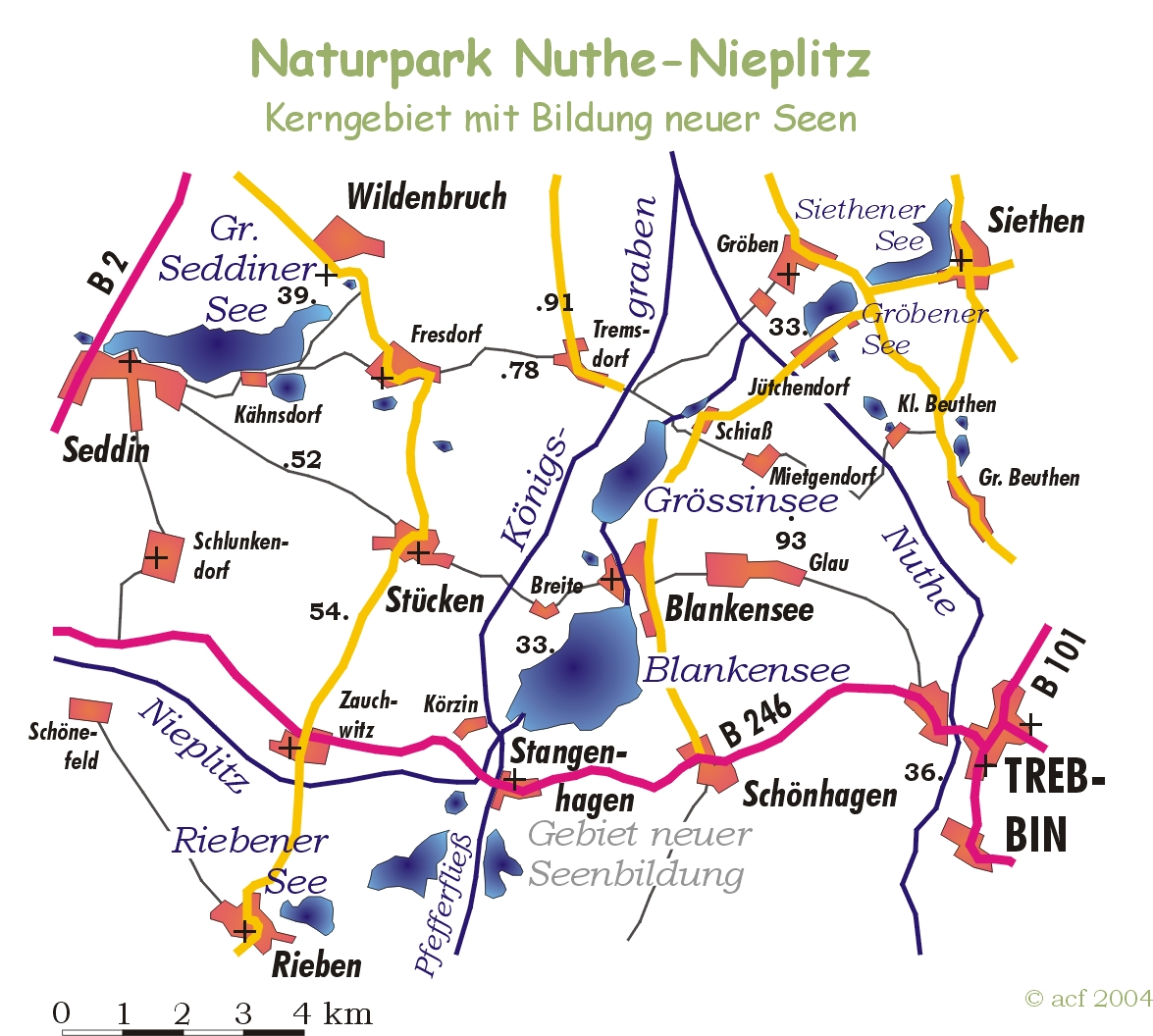
Rieben im Naturpark Nuthe-Nieplitz

Das Straßendorf mit seinen 307 Einwohnern liegt an der L73 zwischen Michendorf und Luckenwalde. Nordwestlich liegt der weitere Beelitzer Ortsteil Schönefeld, gefolgt vom Ortsteil Zauchwitz. Nordöstlich und östlich grenzen Körzin und Stangenhagen (zur Stadt Trebbin), südlich Dobbrikow (zur Gemeinde Nuthe-Urstromtal) und im Westen mit Wittbrietzen ein weiterer Ortsteil von Beelitz an. Im östlichen Teil der Gemarkung liegt der Riebener See. Er wird von Grundwasser gespeist sowie aus dem gleichnamigen Meliorationsgraben Riebener See, der die nördlich und westlich gelegenen, landwirtschaftlich genutzten Flächen entwässert. Süd-südwestlich des Sees befindet sich mit 42,2 m die höchste Erhebung, der Kolberg. Wiederum südlich verläuft der Pfeffergraben, der die östlichen und südlichen Flächen in die Nieplitz entwässert.

## Geschichte und Etymologie

### 13. bis 16. Jahrhundert
In den Akten erschien im Jahr 1335 erstmals ein Lokator Tzabellus de Ryben (in Treuenbrietzen), auf dem die Gründung zurückzuführen sein könnte. Erstmals urkundlich erwähnt wurde das Dorf in villa riben im Jahr 1362, allerdings ohne Angabe seiner Größe. Diese wurde im Landbuch Karls IV. aus dem Jahr 1375 mit vergleichsweise stattlichen 46 Hufen für das Dorf Ryben angegeben. Davon entfielen auf den Pfarrer zwei Pfarrhufen, auf den Lehnschulzen sechs. Weiterhin lebten im Ort sechs Kossäten und es gab bereits einen Krug. Peter R. Rohrlach vermutet daher in seinem Buch Historisches Ortslexikon für Brandenburg Teil V Zauch-Belzig., dass Rieben wohl zu dieser Zeit bereits Pfarrkirche und es demnach bereits eine Dorfkirche gegeben haben muss. Die Obergerichtsbarkeit lag bis vor 1375 unmittelbar beim Markgrafen; das Dorf selbst entwickelte sich zu einem unregelmäßigen Straßenangerdorf, das vor 1450 in die Herrschaft der Vogtei bzw. des Amtes Trebbin gelangte. Im Jahr 1450 erschien in einem Schossregister erneut die Größe von 46 Hufen in den Akten, ebenso die beiden Pfarrhufe. Über die weitere Geschichte in den folgenden Jahrzehnten ist bislang nicht viel bekannt. Als sicher gilt, dass ausweislich eines weiteren Schossregisters aus dem Jahr 1481 zwei der Kossätenhöfe wüst lagen und das Kommunikantenregister im Jahr 1541 insgesamt 60 Personen aufwies. Der Pfarrhof wurde in diesem Jahr ebenfalls als wüst bezeichnet. Allerdings gehörte dem Pfarrer zusätzlich noch eine Wiese. Der Küster erhielt Abgaben in Höhe von 20 Scheffel Scheffelkorn sowie Ostereier. Er brachte in dem genannten Jahr zwei Scheffel Saat aus und besaß ebenfalls eine Wiese. Diese wurde 1558 nochmals erwähnt; die Aussaat war allerdings auf ein Scheffel zurückgegangen. Im Jahr 1561 übernahm die Familie von Flanß den Ort.

### 17. Jahrhundert
Das Schosskataster der Mittelmark von 1624 verzeichnete für Rieben 13 Hufner, fünf Kossäten, ein Hirte sowie ein Paar Hausleute. Sie bewirtschaften 41 Hufe. Drei Hufen gehörten der Familie von Flanß; hinzu kamen zwei Pfarrhufen sowie ein Hof mit sechs Hufen, der bereits 1623 von den Flanß freigewilligt wurde, also keine Abgaben mehr leisten musste. Nach dem Dreißigjährigen Krieg übernahm die Familie von Kalchum im Jahr 1644 das Dorf. Dort lebten im Jahr 1652 nur noch 11 Personen in fünf Hufnerhöfen und vier Kossätenhöfen. Im Jahr 1668 übergaben sie Rieben an den Amtsschreiber Schatte zu Saarmund, der es bereits zehn Jahre später an die Familie Happe übergab. Diese wurde im Jahr 1695 in den Adelsstand erhoben. Rieben bestand zuvor im Jahr 1682/1683 nur noch aus acht Kossätenhöfen, von denen drei wüst lagen. Außerdem gab es vier wüste Hufen „in der adeligen Kollekte“.

### 18. Jahrhundert
Im Jahr 1722 war die Familie von Marschall der Besitzer von Rieben, anschließend übernahm das Amt Saarmund die Geschicke bis in das Jahr 1826. Im Jahr 1745 lebten im Dorf nach Angaben der Spezifikation der Dörfer und Städte der Kurmark von 1745 wieder zwölf Bauern und fünf Kossäten. Erstmals erschienen ein Vorwerk sowie eine Windmühle. Auf Geheiß von Friedrich II. siedelten im Jahr 1752 insgesamt 15 Kolonisten im Ort. Dadurch stieg die Einwohnerzahl stark an, so dass im Jahr 1757 neben zwölf Bauern, fünf Kossäten und zwei Büdnern auch 15 neue Büdner verzeichnet waren. Die Bauernhöfe bestanden aus dem Dorfschulzengut mit drei Hufen sowie elf Dreihufnern. Außerdem lebten im Dorf vier Einlieger. Das Amtsvorwerk war 625 Morgen (Mg) 173 Quadratruten (QR) groß und bestand aus 494 Mg 122 QR Acker, 120 Mg 103 QR Wiesenwachs, 4 Mg 28 QR Garten und 6 Mg 100 QR Weinberge. Die Büdner brachten dort 12 Scheffel Weizen, zwei Wispel große und kleine Gerste, ein Wispel 20 Scheffel Sommer- und 4 Wispel 8 Scheffel Wintersaat an Roggen aus. Hinzu kamen 12 Scheffel Sommer- und 8 Scheffel Wintersaat an Hafer sowie 15 Scheffel Leinsamen. Sie hielten 16 Kühe, acht mittlerweile unfruchtbar gewordene Tiere (sogenanntes Güstevieh) sowie 300 Schafe und betrieben Schweine- und Federviehzucht. Die Beschreibung sämtlicher Städte (Angaben von 1768) und Dörfer der Kurmark von 1772 ergab für Rieben im Jahr 1772 insgesamt 16 Bauern, 15 Kossäten sowie einen Müller und einen Schmied.

### 19. Jahrhundert

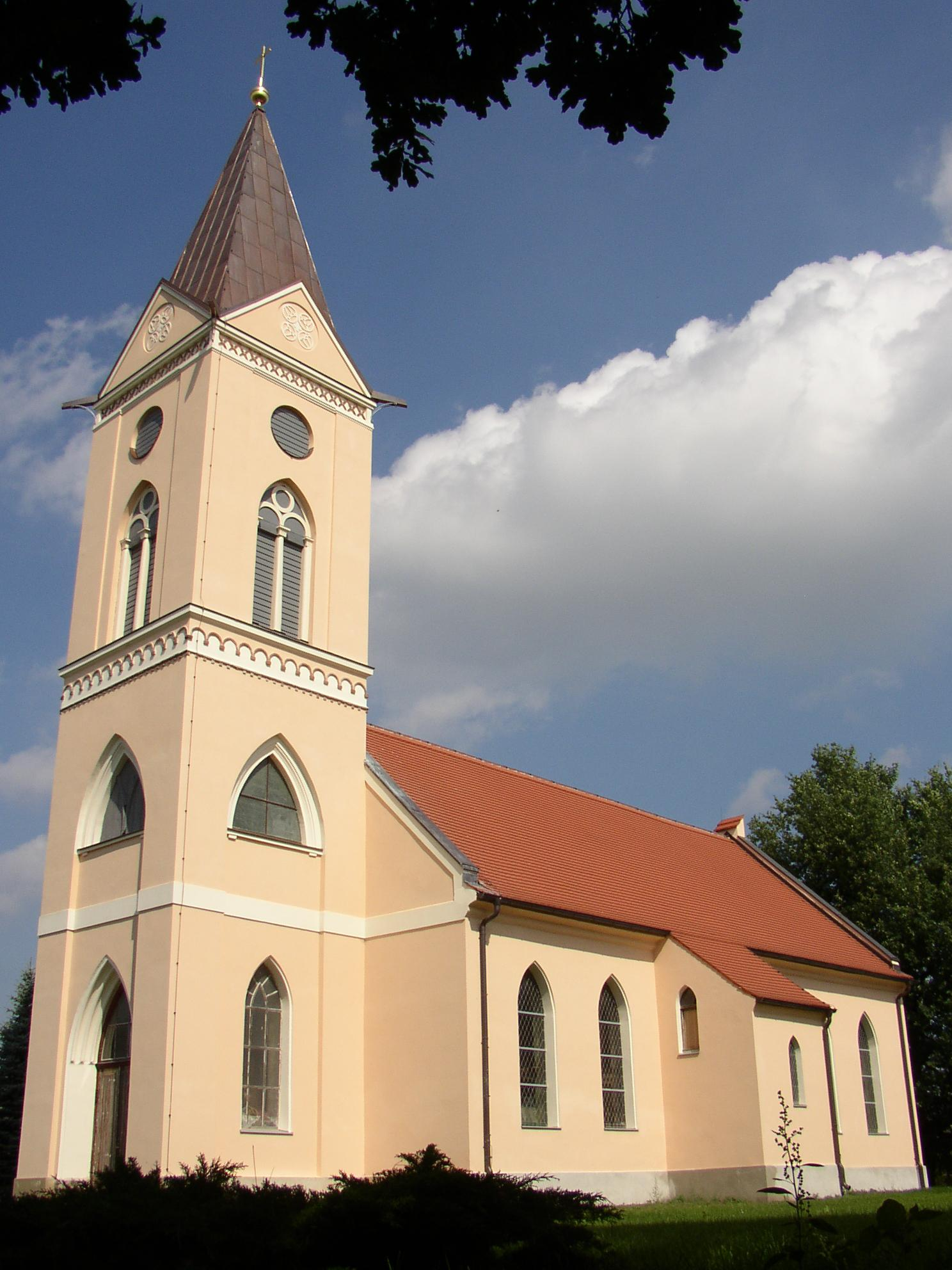
Dorfkirche Rieben

Im Jahr 1801 gab es nach Bratring im Dorf 16 Ganzbauern, fünf Ganzkossäten und 13 Büdner. Zwischenzeitlich hatten sich weitere Gewerke im Ort angesiedelt. Es gab neben dem Schmied einen Rademacher, eine Windmühle und einen Krug. Die Bewohner schlugen 720 Morgen Holz. Rieben bestand in diesem Jahr aus 35 Bauernhufen und acht Lehnhufen; es wurden 51 Feuerstellen (=Haushalte) betrieben. Von 1817 bis 1820 entstand die Dorfkirche Rieben als neugotische Saalkirche. Im Jahr 1826 übernahm das Amt Potsdam das Dorf sowie die Gerichtsbarkeit, das Kirchenpatronat und den Weinberg. Aus dem Jahr 1837 sind lediglich 51 Wohnhäuser bekannt. Das Ortschaftsverzeichnis von 1858 führte für Rieben sechs öffentliche, 75 Wohn- und 123 Wirtschaftsgebäude auf. Das Dorf war zu dieser Zeit 4694 Morgen groß, darunter 1590 Morgen Acker, 1570 Morgen Wald, 787 Morgen Weide, 661 Morgen Wiese und 86 Morgen Gehöfte.

### 20. und 21. Jahrhundert

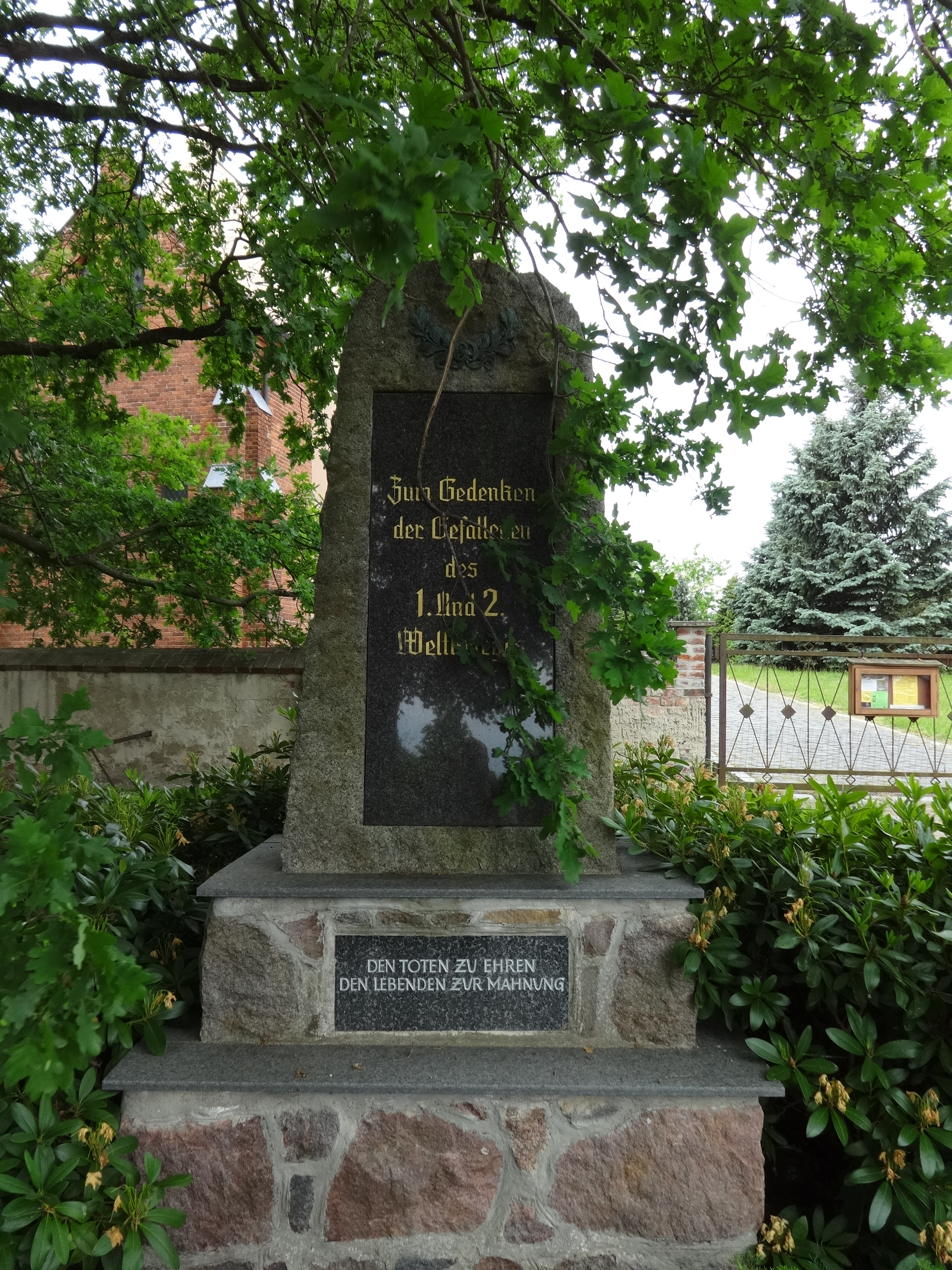
Gefallenendenkmal

Aus dem Viehstands- und Obstbaumlexikon ist bekannt, dass im Jahr 1900 im Dorf 96 Häuser standen. Das Gemeindelexikon aus dem Jahr 1932 führt für das Jahr 1931 insgesamt 97 Wohnhäuser mit 110 Haushaltungen auf. Im Jahr 1939 gab es im Dorf 17 Betriebe, die zwischen 20 und 100 Hektar groß waren, 27 zwischen 10 und 20 Hektar, 28 zwischen 5 und 10 Hektar sowie 14 Betriebe zwischen 0,5 und 5 Hektar. Nach dem Zweiten Weltkrieg wurden 101 Hektar enteignet, darunter 45 Hektar Wald, 29,75 Hektar Gewässer, je 13 Hektar Acker und Wiese sowie 0,25 Hektar Gärten.
Im Jahr 1954 gründete sich eine LPG vom Typ III mit zunächst 5 Mitgliedern und 66 Hektar landwirtschaftlicher Nutzfläche. Sie wuchs bis zum Jahr 1960 auf 95 Mitglieder und 233 Hektar Fläche an. Auf mehreren Hektar Fläche wurden Enten und Schweine gemästet. Hinzu kam eine intensive landwirtschaftliche Nutzung der angrenzenden Flächen. Im Jahr 1973 bestanden im Dorf der VEB Binnenfischerei Potsdam Ententrockenmastanlage Rieben, die LPG, eine Mühle Rieben der LPG Zauchwitz, die Revierförsterei sowie die Zwischengenossenschaftliche Bauorganisation Rieben mit Sitz Beelitz. Die Entenmast endete in den 1980er Jahren, ab 1991 ging die Intensivnutzung der Flächen stark zurück. Der See ist nun wie auch der Ort ein Bestandteil des Naturparks Nuthe-Nieplitz.
Im Herbst 2011 wurden südlich der Dorfkirche 49 Skelette geborgen, die überwiegend aus der frühen Neuzeit stammten. Aus Kostengründen wurden nur eingeschränkte anthropologische Untersuchungen durchgeführt. Von den 33 Erwachsenen, 7 Jugendlichen 9 Kindern waren 19 weiblich und 15 männlich. Bei 15 Skeletten ließ sich das Geschlecht nicht feststellen. Die Körperhöhe betrug im Durchschnitt 160,9 cm. Es handelte sich um einen zufälligen, nicht repräsentativen Ausschnitt der Einwohnerschaft des frühneuzeitlichen Riebens. Zähne und Gebisse waren durchweg in sehr schlechtem Zustand. Die Belastung mit Zahnkaries war vergleichsweise hoch. An den Skeletten ließen sich zahlreiche Erkrankungen nachweisen, die jedoch nicht systematisch aufgenommen und lediglich als Einzelfälle vorgestellt wurden. Es handelte sich um altersbedingte Degenerationen an den Gelenken und Wirbeln, Hinweise auf Mangelernährung, Infektionen der oberen Atemwege und verheilte Knochbrüche.

### Bevölkerungsentwicklung
| Jahr      | 1772 | 1801 | 1817 | 1837 | 1858 | 1871 | 1885 | 1895 | 1905 | 1925 | 1939 | 1946 | 1964 | 1971 |
| Einwohner | 229  | 273  | 281  | 368  | 408  | 456  | 468  | 449  | 486  | 473  | 433  | 583  | 385  | 374  |

## Wappen
| Wappen von Rieben | Blasonierung: „Im von Grün über Blau durch eine silberne Wellenleiste schräg-geteilten Schild, oben drei beblätterte goldene Schilfkolben, unten ein aufwärts gestellter Fisch.“ |
| Wappen von Rieben | Wappenbegründung: Die Tatsache, dass der Riebener See renaturiert wurde und ein besonders wertvolles Biotop für Fische und Vögel darstellt, unterstreicht seinen Stellenwert für das Dorf und seine Bewohner. Der See ist dargestellt durch eine blaue Fläche, die von einer Wellenlinie und Schilfrohr begrenzt und von einem Fisch belegt ist. Der Fisch steht nicht nur symbolisch für die Artenvielfalt im See, sondern auch (slawisch) redend für das Wort „Ryba“. Das Wappen wurde vom Heraldiker Ismet Salahor aus Frankfurt gestaltet und beim HEROLD am 9. Februar 2018 in die Deutsche Ortswappenrolle unter der Nr. 58BR aufgenommen. |

## Naturschutzgroßprojekt Riebener See

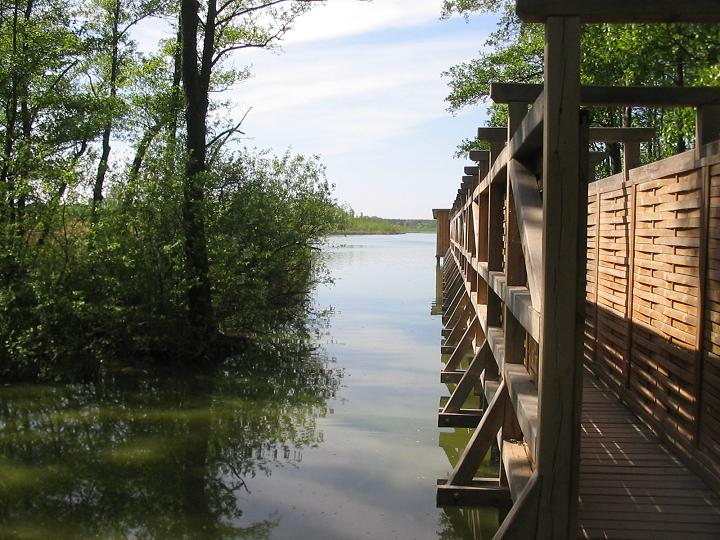
Riebener See

Durch die intensive Nutzung der Landwirtschaft gelangten bis 1991 erhebliche Mengen an Gülle sowie chemische Düngemittel in den See. Mit dem Wegfall dieser Düngemittel entwickelte sich das Gewässer zu einem eutrophen Klarwasserflachsee, der in Brandenburg vergleichsweise selten anzutreffen ist. In einem Naturschutzgroßprojekt des Landesumweltamtes wurden der See und dessen umliegende Flächen behutsam renaturiert. Das Amt entwickelte dabei unter anderem einem rund sechs Kilometer langen Rundweg, der vom Dorfanger zum See und über die Felder zurück nach Rieben führt. Vom Dorfanger gelangt man in südöstlicher Richtung dabei zu einer naturnahen Waldfläche, auf der zuvor eine Schweinemastanlage stand. Südlich des 12,8 hohen Kolbergs führt der Weg zu einer extensiven Weide, auf der Mutterkühe gehalten werden. Die Fläche wurde bislang als Intensivacker mit Gülleverregnung genutzt. In nordöstlicher Richtung gelangt man zu einem Bohlensteg mit einem Beobachtungsstand. Am ehemaligen Wehr bietet sich der einzige Ausblick auf den See. Folgt man dem Weg, so gelangt man zu einem Sandtrockenrasen, der zuvor mit Gehölz bewachsen war, um danach zu einer extensiven Schafweide zu gelangen, die ebenfalls als Intensivacker genutzt wurde. In nordwestlicher Richtung erreicht der Besucher den renaturierten Seeabfluss mit einer Furt sowie eine Fußgängerbrücke. Hieran schließt ein naturnaher Mischwald an, der einen Kiefernforst ersetzt. Die rund 26 Hektar große Entenmastanlage wird im Jahr 2015 als naturnahe Waldentwicklung sowie für eine weitere extensive Schafweide genutzt. Von dieser Weide aus führt der Rundweg entlang der Landstraße zurück in den Ort.

## Sehenswürdigkeiten

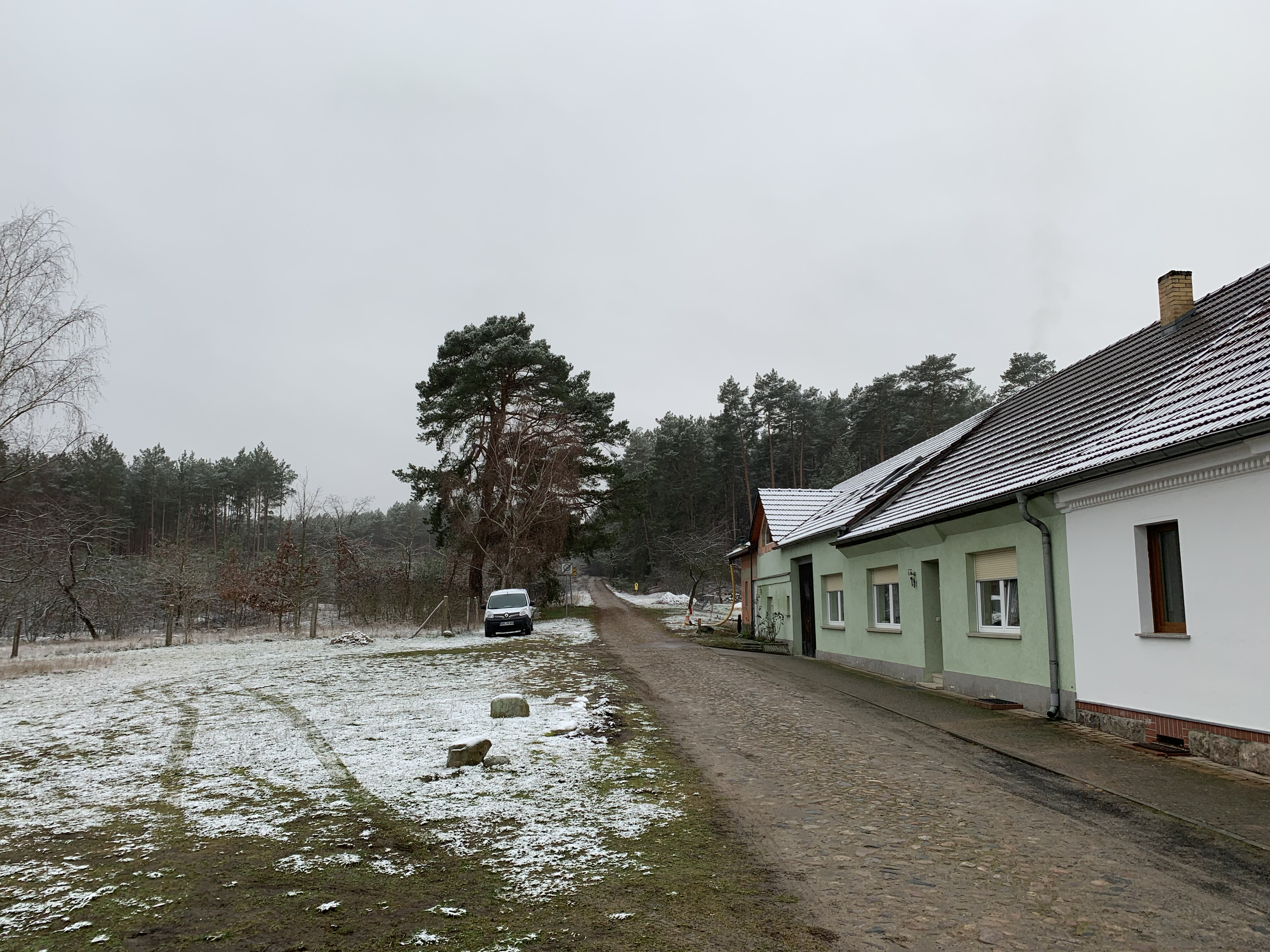
Fuchsbergweg bei Rieben

- Die Dorfkirche Rieben wurde im Stil der romanischen Neugotik in den Jahren 1817 bis 1820 errichtet. Im Jahr 1896 erweiterte die Kirchengemeinde die Saalkirche und schaffte eine Orgel an. Nachdem in den 1970er Jahren bei einer Sanierung der Kirche Putz verwendet wurde, der das Bauwerk schädigte, sanierte die Gemeinde den Sakralbau in den Jahren 2006 bis 2012. Das Sanierungskonzept sah dabei sowohl eine kirchliche, wie auch kommunale und soziale Nutzung vor.
- Der Fuchsbergweg, ein 17,2 km langer Wanderweg des FlämingWalks führt durch den Ort.

## Wirtschaft
Rieben ist Sitz einer Weidelandfarm, die über rund 300 Hektar landwirtschaftliche Nutzfläche verfügt. Ein Teil der Fläche wird dabei im Rahmen eines landesweit geregelten Vertragsnaturschutzes gemeinsam mit dem Landschafts-Förderverein Nuthe-Nieplitz-Niederung und dem Naturpark bewirtschaftet. Daneben gibt es weitere landwirtschaftliche Betriebe sowie einen Gasthof mit Pension.